# Jean-Pierre Cot
Jean-Pierre Cot (ur. 23 października 1937 w Chêne-Bougeries koło Genewy) – francuski polityk, prawnik i nauczyciel akademicki, parlamentarzysta krajowy, minister delegowany, poseł do Parlamentu Europejskiego kilku kadencji, sędzia Międzynarodowego Trybunału Prawa Morza.

## Życiorys
Uzyskał licencjat z prawa i doktorat z prawa publicznego na Uniwersytecie Paryskim. Pracował przez kilka lat jako wykładowca na Université d'Amiens. Od 1969 do 1998 był profesorem prawa publicznego i międzynarodowego na Université Panthéon-Sorbonne, w 1999 został profesorem emerytowanym na tej uczelni, a także wykładowcą na Université Libre de Bruxelles. Uzyskał uprawnienia radcy prawnego i adwokata, występował m.in. w postępowaniach przez Międzynarodowym Trybunałem Sprawiedliwości. Powoływany w skład trybunałów arbitrażowych. Od 1983 do 1984 był członkiem zarządu UNESCO.
Politycznie związany z Partią Socjalistyczną. W latach 1971–1995 pełnił funkcję mera Coise-Saint-Jean-Pied-Gauthier, od 1973 do 1985 był radnym departamentu Sabaudia. W latach 1973–1981 był deputowanym do Zgromadzenia Narodowego kilku kadencji. Od 1981 do 1982 zajmował stanowisko ministra delegowanego ds. kooperacji i rozwoju w rządzie, którym kierował Pierre Mauroy.
Od 1978 do 1979 po raz pierwszy był europosłem delegowanym przez krajowy parlament. Ponownie w PE zasiadał przez trzy kadencje w latach 1984–1999. Pełnił m.in. funkcje przewodniczącego grupy socjalistycznej (1993–1994), przewodniczącego Komisji Budżetowej (1984–1989) i wiceprzewodniczącego PE IV kadencji (1997–1999).
W 2002 powołany w skład Międzynarodowego Trybunału Prawa Morza, reelekcję uzyskał w 2011. Od 2008 do 2011 był przewodniczącym jednej z izb trybunału.